# Gene Kelly
Pour les articles homonymes, voir Kelly.
Eugene Curran Kelly, dit Gene Kelly (prononcé : /d͡ʒin ˈkɛli/), est un danseur, chanteur, acteur, réalisateur, chorégraphe et producteur américain né le 23 août 1912 à Pittsburgh, en Pennsylvanie, et mort le 2 février 1996 à Beverly Hills.
Il est probablement, avec Fred Astaire, la personnalité masculine la plus marquante de la comédie musicale hollywoodienne des années 1950. Il inscrit son nom à plusieurs classiques du genre, tels que Le Pirate, Un Américain à Paris et Brigadoon de Vincente Minnelli, Un jour à New York et Chantons sous la pluie qu'il coréalise avec Stanley Donen, Les Girls de George Cukor ou encore Les Demoiselles de Rochefort de Jacques Demy. Il réalise ensuite plusieurs films, dont la comédie musicale Hello Dolly avec Barbra Streisand. Puis, avec le déclin de la comédie musicale, ses prestations se raréfient. Il retrouve son éclat et sa popularité passés dans deux documentaires, That's entertainment Part I et II, à la fin des années 1970.
En 1999, il est classé quinzième plus grande légende du cinéma par l'American Film Institute. En outre, Chantons sous la pluie et Un Américain à Paris sont respectivement classées 1re et 9e plus grandes comédies musicales du cinéma par l'American Film Institute en 2006.

## Biographie

### Enfance
Gene Kelly est le troisième d'une famille de cinq enfants. Il a trois frères et une sœur. Son père, James Patrick Kelly, est un Canadien d'origine irlandaise et allemande et sa mère, Harriet (Curran) Kelly, est britannique avec des origines nord-irlandaises et allemandes. Tous furent amenés par leur mère au monde de la danse. Bien que monté sur scène dès l'âge de 8 ans pour des spectacles amateurs, Gene Kelly préfère le sport et souhaite faire partie de l'équipe de baseball des Pirates de Pittsburgh. Il pratique par ailleurs le hockey sur glace, la gymnastique, le football américain et la natation, autant de sports qui l'ont aidé à atteindre le niveau physique, la souplesse et l'aisance en danse qui le rendront célèbre. Ayant surmonté son aversion première pour la danse, il se produit plus tard avec son frère Fred dans plusieurs spectacles en amateur sous le nom des Kelly Brothers.

### Carrière à Broadway

#### Comédien et danseur

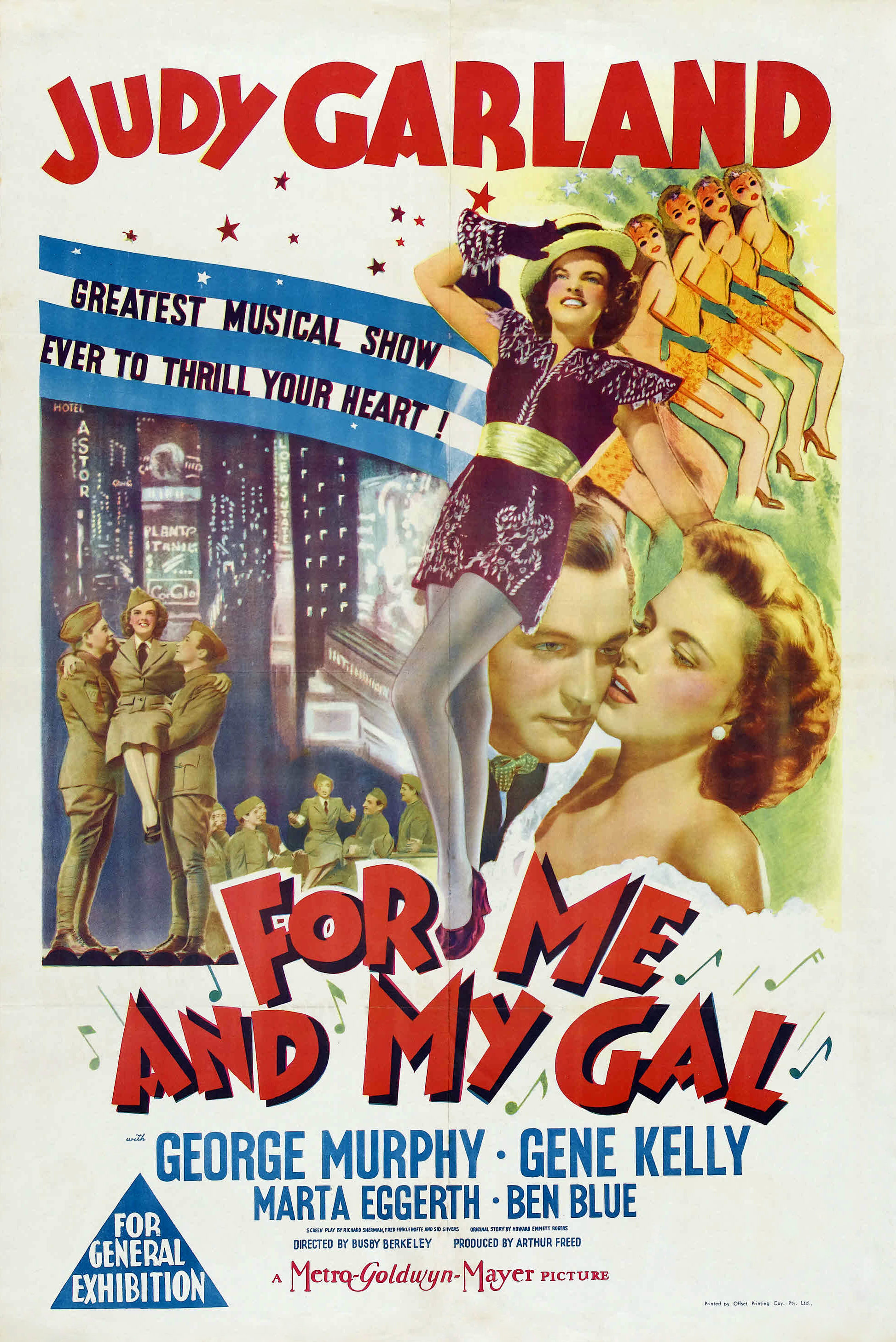
Gene Kelly dans Pour moi et ma mie.

En 1932, la famille Kelly au complet monte un atelier de danse, The Gene Kelly Studio of the Dance, que Gene Kelly quitte en 1938 lorsqu'il fait ses débuts à Broadway dans la comédie musicale Leave It to Me. Il est cependant véritablement remarqué dans Pal Joey en 1940, rôle qui lui vaut un contrat par David O. Selznick à Hollywood. Selznick n'ayant pas de film à lui faire tourner, la MGM rachète son contrat et Gene Kelly tourne Pour moi et ma mie en 1942 avec Judy Garland. Le succès du film et les critiques positives lui valent une certaine notoriété, mais la MGM n'a aucun projet qui puisse tirer parti de son talent et elle l'emploie dans des comédies musicales de deuxième catégorie.

#### Chorégraphe
En 1944, le studio « prête » l'acteur à la Columbia pour laquelle il tourne La Reine de Broadway avec Rita Hayworth et assure la chorégraphie des numéros de danse. Le film a un succès retentissant et marque le début des années de gloire de la danse au cinéma. Gene Kelly a su donner un style particulier à ses chorégraphies. Dans son film suivant, Escale à Hollywood avec Frank Sinatra, Gene Kelly fait encore preuve d'innovation dans la chorégraphie qu'il met en place, notamment dans la scène où il danse avec Jerry la souris en dessin animé. La scène rejetée au départ par le studio, est finalement acceptée et reste un modèle du genre. Gene Kelly est nommé pour l'Oscar du meilleur acteur pour ce film qui reçoit un grand succès.

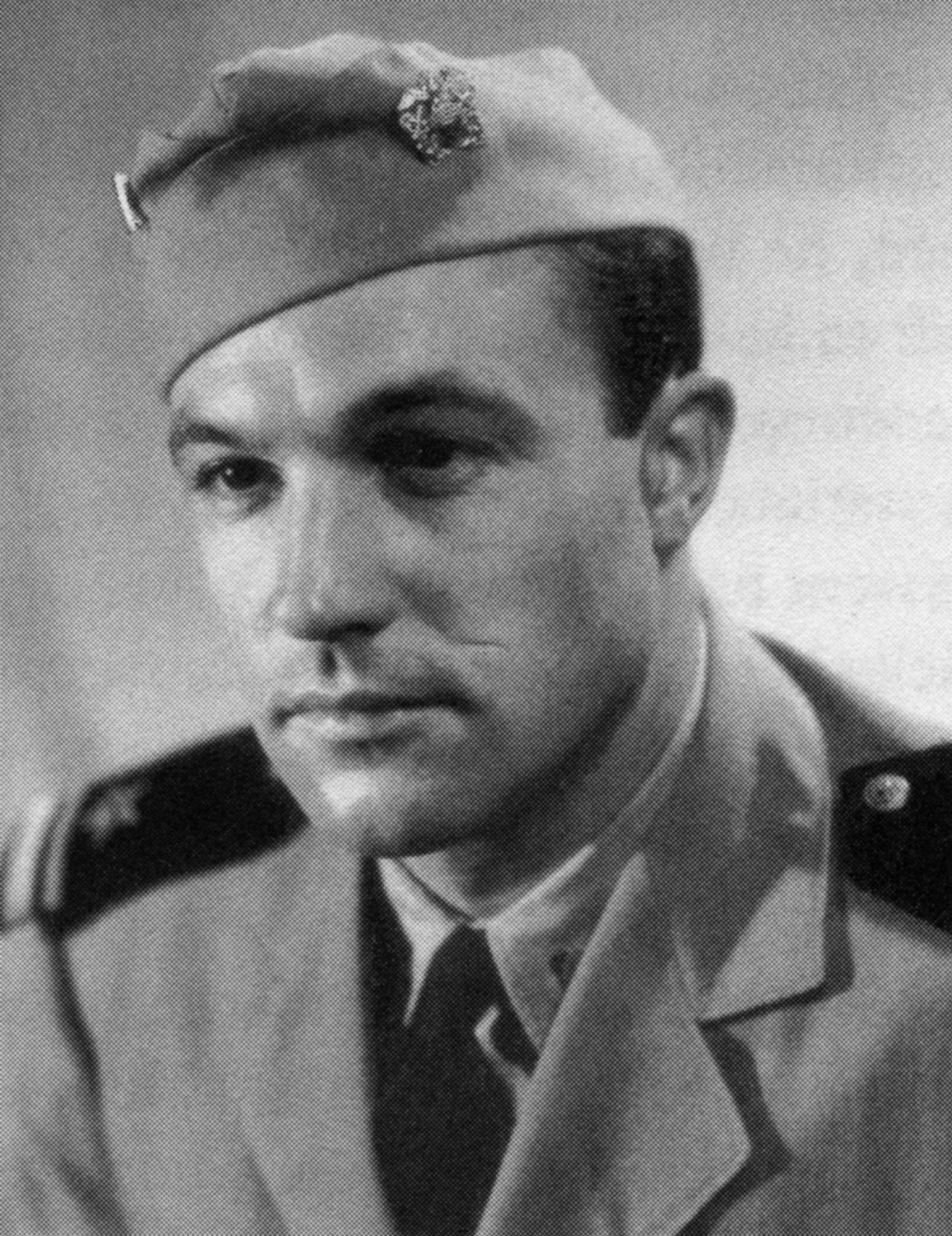
Gene Kelly - US Navy

En 1944, après avoir tourné Escale à Hollywood sorti l'année suivante et bien qu'au faîte de sa carrière, Gene Kelly souhaite participer à l'effort de guerre et s'engage pour servir dans la division photographique de la Navy, jusqu'en 1946.
À son retour, il participe au tournage de Ziegfeld Follies et continue sur sa lancée dans plusieurs comédies musicales.
Pour faire face au Comité des activités antiaméricaines, il est membre du Comité pour le premier amendement (donc en faveur de la liberté d'expression), cofondé par Philip Dunne, Myrna Loy, John Huston et William Wyler.
En 1948, il est le premier rôle du film Le Pirate mais aussi D'Artagnan dans le film Les Trois Mousquetaires.

#### Réalisateur
Avec Un jour à New York en 1949, second de ses films avec Frank Sinatra, il fait ses premières armes en tant que réalisateur, avec son complice Stanley Donen, innovant une série de comédies musicales à succès. Une scène marquera tous les esprits : une chorégraphie partagée par l'acteur avec la souris Jerry. Au départ, la scène fut rejetée par le studio pour des questions de droits. Gene Kelly devait à l'origine danser avec Mickey Mouse...

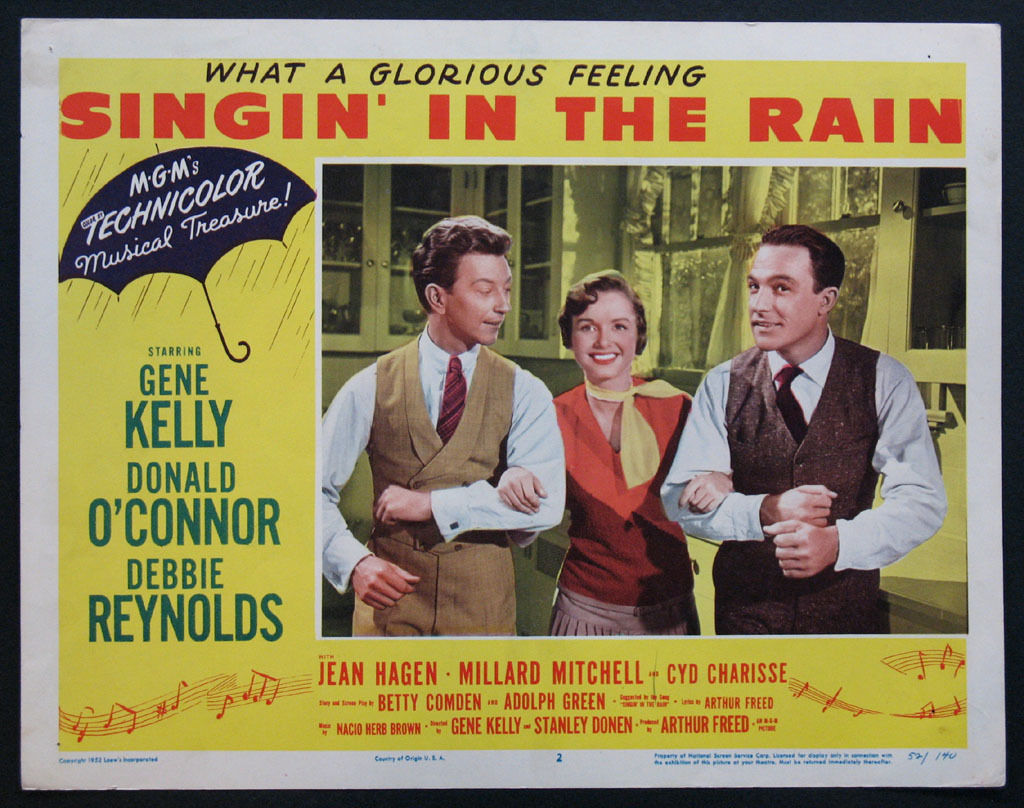
Donald O'Connor, Debbie Reynolds et Gene Kelly dans Chantons sous la pluie.

En 1951, Gene tient le beau rôle dans Un Américain à Paris de Vincente Minnelli. Il donne la réplique à Leslie Caron et s'entoure du pianiste Oscar Levant et du chanteur français Georges Guétary. Le film est un monument. Il honore la capitale dans sa période d'après-guerre : l'Opéra, la Concorde, les quais sont autant de décors somptueux où évolue l'acteur, un béret sur la tête et un chevalet sous le bras. Le film reçoit pas moins de six oscars. Gene Kelly y interprète plusieurs standards de Gershwin, notamment "I Got Rhythm" et "Love is Here To Stay".
Le film est suivi en 1952 par Chantons sous la pluie. Gene Kelly, alors âgé de 40 ans, y incarne le rôle de sa vie. Impossible d'oublier son insouciance et ses quelques pas de danses exécutés sous la pluie. Une scène d'anthologie qui contribuera à élever le film au rang de chef-d'œuvre, acclamé tant par la critique que par le public. Le film demeure aujourd'hui la comédie musicale la plus célèbre de tous les temps.
Le 18 avril 1956, il organise le mariage du prince Rainier III de Monaco et de l'actrice américaine Grace Kelly[réf. nécessaire].

#### En Europe

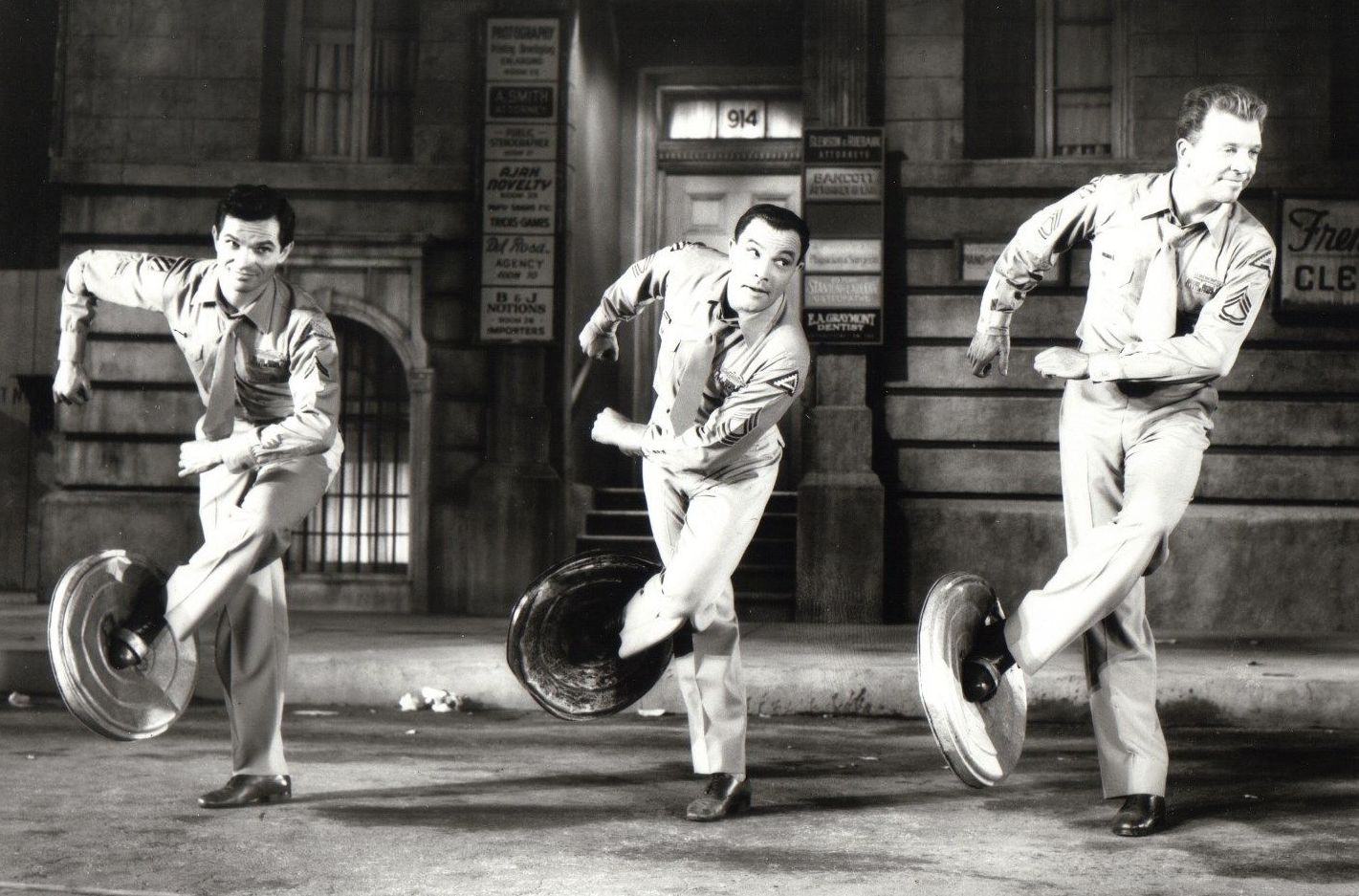
Gene Kelly dans Beau Fixe sur New-York (1955)

Sa carrière commence à décliner à partir du milieu des années 1950. Il s'installe en Europe pendant plus d'un an pour raisons fiscales et tourne L'Île du danger (Seagulls Over Sorrento) et Au fond de mon cœur (Deep in my Heart) deux films dans lesquels ses prestations, plus dramatiques, n'ont pas le succès escompté.
En 1955, l'acteur se livre à une chorégraphie rarissime, probablement jamais égalée depuis : un numéro de claquettes en rollers, dans le film Beau fixe sur New York, Peu après le tournage de ce film, il se fâche avec Stanley Donen, ce qui met fin à une relation professionnelle et une amitié vieille de plus de vingt ans. Il quitte la MGM en 1957 après le tournage de Les Girls, le studio ayant refusé de lui rendre sa liberté le temps de films tels que La Blonde ou la Rousse (Pal Joey). Il chorégraphie Pas de dieux pour l’Opéra de Paris en 1960 avec Claude Bessy comme interprète. La même année, Gene Kelly rejoint le casting du Milliardaire (1960), un film réunissant Marilyn Monroe, Yves Montand ou encore Bing Crosby.
S'il continue à tourner jusqu'à la fin de ses jours (plus souvent dans des rétrospectives et des spectacles de commémoration), il ne retrouvera jamais le succès de Chantons sous la pluie. Son rôle le plus marquant de cette partie de carrière est sans conteste  celui qu'il interprète dans Les Demoiselles de Rochefort de Jacques Demy en 1967. Ce film est la fois un hommage et une innovation pour lui, puisqu'il est tourné en décors naturels et non en studio.

Il participe à des émissions de télévision pendant les années 1960, mais sa seule tentative de série télé, dans le rôle du père O'Malley dans Going My Way (1962-1963) se solde par un échec, bien que cette série ait connu une grande popularité dans des pays catholiques hors des États-Unis.

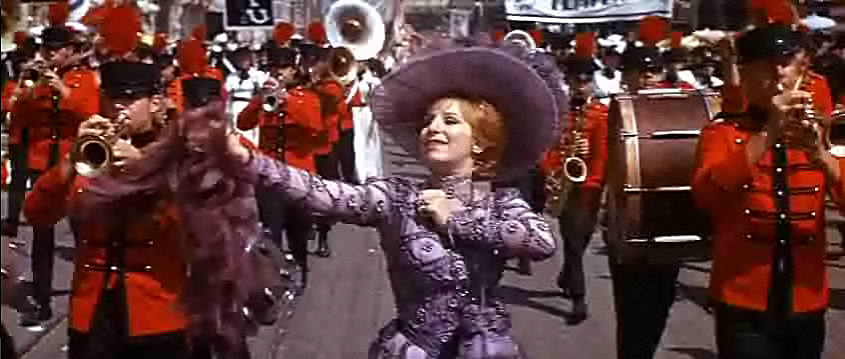
Barbra Streisand dans Hello, Dolly ! (1969).

Dans les années 1960, son Gigot, le clochard de Belleville (1962) est un échec, mais il renoue avec le succès en réalisant Hello, Dolly ! avec Barbra Streisand et Walter Matthau en 1969, film qui reçoit plusieurs Oscars. Il tourne ensuite Attaque au Cheyenne Club (1970) avec James Stewart et Henry Fonda et Hollywood, Hollywood (1976).
Il meurt des suites d'une série d'attaques cérébrales en 1996. Il est incinéré et ses cendres sont remises à sa famille.
Il possède son étoile sur le Walk of Fame (6153 Hollywood Boulevard) depuis le 8 février 1960.

### Vie privée

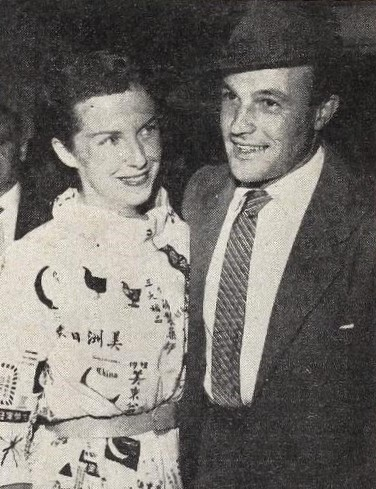
Betsy Blair avec Gene Kelly, en 1954.

Gene Kelly épouse Betsy Blair en 1941, dont il a une fille, Kerry ; ils divorcent en 1957.
Il épouse en deuxièmes noces Jeannie Coyne, dont il a deux enfants, Timothy et Bridget. Jeannie meurt des suites d'un cancer en 1973.
En 1990, il épouse Patricia Ward, de 47 ans sa cadette.

## Filmographie

### Acteur
- 1942 : Pour moi et ma mie (For Me and My Gal) de Busby Berkeley : Harry Palmer
- 1943 : La Du Barry était une dame (Du Barry Was a Lady) de Roy Del Ruth : Alec Howe/Black Arrow
- 1943 : Pilot N° 5 de George Sidney
- 1943 : Parade aux étoiles (Thousands cheer) de George Sidney
- 1943 : La Croix de Lorraine (The Cross of Lorraine), de Tay Garnett
- 1944 : La Reine de Broadway (Cover Girl) de Charles Vidor : Danny Mc Guire
- 1944 : Vacances de Noël (Christmas Holiday) de Robert Siodmak : Robert Monette
- 1945 : Escale à Hollywood (Anchors Aweigh) de George Sidney : Joseph Brady
- 1945 : Ziegfeld Follies de Vincente Minnelli
- 1945 : Combat Fatigue Irritability de lui-même
- 1947 : Living in a Big Way de Gregory La Cava
- 1948 : Le Pirate (The Pirate) de Vincente Minnelli : Serafin
- 1948 : Les Trois Mousquetaires (The Three Musketeers) de George Sidney : D'Artagnan
- 1948 : Ma vie est une chanson (Words and Music) de Norman Taurog
- 1949 : Match d'amour (Take Me Out to the Ball Game) de Busby Berkeley
- 1949 : Un jour à New York (On the Town), coréalisation avec Stanley Donen : Gabey
- 1950 : La Main noire (The Black Hand) de Richard Thorpe
- 1950 : La Jolie Fermière (Summer Stock) de Charles Walters : Joe D. Roos
- 1951 : Un Américain à Paris (An American in Paris) de Vincente Minnelli : Jerry Mulligan
- 1951 : It's a Big Country de Clarence Brown, Don Hartman, ...
- 1952 : Ruse d'amour (Love Is Better Than Ever) : lui-même (caméo)[17]
- 1952 : Chantons sous la pluie (Singin' in the Rain), coréalisation avec Stanley Donen : Don Lockwood
- 1952 : Le diable fait le troisième (The Devil Makes Three) d'Andrew Marton : Capitaine Jeff Eliot
- 1953 : The Magic Lamp : Voix de Sinbad
- 1954 : Brigadoon de Vincente Minnelli : Tommy Albright
- 1954 : L'Île du danger (Crest of wave)
- 1955 : Au fond de mon cœur (Deep in My Heart)
- 1955 : Beau fixe sur New York (It's Always Fair Weather) : Ted Riley
- 1956 : Invitation à la danse (Invitation to the dance)
- 1957 : Les Girls de George Cukor : Barry Nichols
- 1957 : La Route joyeuse (The Happy Road)
- 1958 : Le Père malgré lui (The tunnel of love) (réalisation)
- 1958 : La Fureur d'aimer (Marjorie Morningstar)
- 1960 : Le Milliardaire (Let's make love)
- 1960 : Procès de singe (Inherit the Wind)
- 1962 : Gigot, le clochard de Belleville (Gigot)
- 1962 : Going My Way
- 1964 : Madame croque-maris (What a way to go!)
- 1967 : Les Demoiselles de Rochefort de Jacques Demy : Andy Miller
- 1967 : Petit guide pour mari volage (A Guide of the Married Man)
- 1970 : Attaque au Club Cheyenne (The Cheyenne Social Club) (réalisation)
- 1973 : 40 Carats de Milton Katselas : 	Billy Boylan
- 1974 : Il était une fois Hollywood (That's Entertainement Part I)  - Film documentaire de Jack Haley Jr
- 1976 : Hollywood, Hollywood (That's entertainement Part II)  - Film documentaire (réalisation)
- 1977 : Le Casse-cou (Viva Knievel)
- 1980 : Xanadu
- 1981 : Reporters
- 1985 : That's Dancing (en)
- 1985 : Nord et Sud (North and South) : Sénateur Charles Edwards (1re partie)
- 1986 : La Griffe du destin (Sins) (feuilleton TV) : Eric Hovland
- 1994 : That's Entertainement Part III (en)

### Réalisateur
- 1949 : Un jour à New York (On the Town) avec Stanley Donen[18]
- 1952 : Chantons sous la pluie (Singin' in the Rain) avec Stanley Donen
- 1955 : Beau fixe sur New York (It's Always Fair Weather)
- 1956 : Invitation à la danse (Invitation to the Dance)
- 1957 : La Route joyeuse (The Happy Road)
- 1958 : Le Père malgré lui (The Tunnel of Love)
- 1962 : Gigot, le clochard de Belleville (Gigot)
- 1964 : American in Paris (TV)
- 1967 : Jack et le Haricot magique (TV)
- 1967 : Petit guide pour mari volage (A Guide for the Married Man)
- 1969 : Hello, Dolly !
- 1970 : Attaque au Cheyenne Club (The Cheyenne Social Club)
- 1976 : Hollywood, Hollywood (That's Entertainment, Part II) nouvelles séquences

## Prix et distinctions

### Récompenses
Gene Kelly est nommé à 19 reprises. Il reçoit trois prix:
- Oscars 1952 : Oscar d'honneur en reconnaissance de sa carrière d'acteur, de réalisateur et de danseur et sa contribution exceptionnelle à l'art de la chorégraphie cinématographique[20].
- Berlinale 1956: Ours d'or pour le film Invitation à la danse[21].
- Golden Globes 1981: Gene Kelly est récompensé pour l'ensemble de sa carrière par un Cecil B. DeMille Award[22].

### Nominations
- Oscars 1945 : meilleur acteur pour Escale à Hollywood[19].

### Dédicace
Le film Dany, le chat superstar (Cats Don't Dance), de Mark Dindal, 1997, lui est dédié.

## Voix françaises
Gene Kelly parlait bien français mais en raison de son accent il fut doublé par des comédiens français dans la plupart des films où il apparaît.
- Roger Rudel dans :
  - Un jour à New York
  - Brigadoon
  - Les Girls (voix parlée)
  - Procès de singe
  - Le Milliardaire
  - Madame Croque-maris
  - Xanadu
- Michel André dans :
  - Les Trois Mousquetaires
  - Un Américain à Paris
  - Chantons sous la pluie (voix parlée)
- Jean-François Laley dans :
  - Nord et Sud (mini-série), France 5,
  - La Griffe du destin (série télévisée)

et aussi
- Michel Gudin dans La Reine de Broadway
- Yves Furet dans Chantons sous la pluie (voix chantée)
- Jean-Pierre Gernez dans La Fureur d'aimer
- Patrick Floersheim dans Le Muppet Show (série télévisée)

#### Essais

##### Francophone
- Thomas Tony, Gene Kelly, Paris, H. Veyrier, 1976, 251 p. (ISBN 9782851991294),
- Alain Masson, Gene Kelly, Folio, 9 février 2012, 304 p. (ISBN 9782070439423),

##### Anglophone
- Clive Hirschhorn, Gene Kelly: A Biography, New York, St. Martin's Press, 1974, rééd. 1 janvier 1984, 296 p. (ISBN 9780312318024),
- Tony Thomas,, The Films Of Gene Kelly Song And Dance Man, New York, Carol Publishing, 11 juillet 1974, 246 p. (ISBN 9780863695209, lire en ligne),
- Jeanine Basinger, Gene Kelly, New York, Pyramid Publications, 1er janvier 1976, 160 p. (ISBN 9780515039573),
- Ruth Leon, Gene Kelly: A Celebration, Londres, Trafalgar Square Publishing, 1981, rééd. 1 septembre 1997, 168 p. (ISBN 9781862050723),
- Alvin Yudkoff, Gene Kelly: A Life of Dance and Dreams, New York, Back Stage Books, 1 décembre 1999, rééd. 1 septembre 2001, 280 p. (ISBN 9780823088195, lire en ligne),
- Patricia Ward-Kelly, Life's Too Short: A Story of Gene Kelly, Oxford, PublicAffairs, 1er novembre 2002, 320 p. (ISBN 9781586480950),
- Emily Smith, The Gene Kelly Handbook - Everything You Need to Know about Gene Kelly, Tebbo, 1er janvier 2011, 164 p. (ISBN 9781743040409),
- Charles River Editors, American Legends: The Life of Gene Kelly, Createspace Independent Publishing Platform, 2 janvier 2014, 36 p. (ISBN 9781494888855),
- Cynthia Brideson, He's Got Rhythm: The Life and Career of Gene Kelly, Lexington, University Press of Kentucky, 16 mai 2017, 560 p. (ISBN 9780813169347),
- Renata Hayworth, Gene Kelly: The Untold Story, Independently Published, 23 janvier 2020, 182 p. (ISBN 9798603282367),

#### Articles et interviews
- (en-US) « Hollywood legend Gene Kelly dies », UPI,‎ 2 février 1996 (lire en ligne),
- (en-US) Albin Krebs, « Gene Kelly, Dancer of Vigor and Grace, Dies », The New York Times,‎ 3 février 1996, Section 1, Page 1 (lire en ligne),
- (en-US) Scott Harris, « From the Archives: Gene Kelly Dies; Legendary Dancer Was 83 », The Los Angeles Times,‎ 3 février 1996 (lire en ligne),
- (en-GB) Gilbert Adair, « Obituary : Gene Kelly », The Independent,‎ 5 février 1996 (lire en ligne),
- (en-US) Natalie Busch, « Review: Busby Berkeley’s “For Me and My Gal,” Starring Judy Garland and Gene Kelly », The Old Hollywood Times,‎ 21 octobre 2002 (lire en ligne),
- (en-US) Michael Scanlon, « 20 Great Interviews: Gene Kelly », Irish America,‎ octobre / novembre 2005 (lire en ligne),
- (en-US) Margy Rochlin & Lauren Lieb, « New Again : Gene Kelly », Interviews Magazine,‎ février 1985, publié le 26 juin 2013 (lire en ligne),
- Véronique Laroche-Signorile, « Il y a 20 ans disparaissait Gene Kelly : «La pluie ne fera plus jamais de claquettes, le soir, à minuit.» », Le Figaro,‎ 1er février 2016 (lire en ligne),
- (en-GB) Tristram Fane Saunders, « Bleeding feet and Gene Kelly's tongue: how Singin' in the Rain nearly broke Debbie Reynolds, », The Telegraph,‎ 29 décembre 2016 (lire en ligne ),
- (en-GB) Peter Sheridan, « The dark side of Singin’ In The Rain star Gene Kelly », Express,‎ 2 mai 2017 (lire en ligne),
- (en-US) Maria Carter, « Why Gene Kelly Put Debbie Reynolds Through Hell During 'Singin' in the Rain' », Country Living,‎ 23 août 2017 (lire en ligne),

#### Vidéos
- Institut National de l’Audiovisuel, « Interview Gene Kelly sur le tournage des "Demoiselles de Rochefort" », sur Ina.fr, 1966 (consulté le 10 avril 2019),
- Institut National de l’Audiovisuel, « Gene Kelly à l'Opéra : interview menée par Lise Elina diffusée par l'INA », sur Ina.fr, 1960 (consulté le 10 avril 2019)
- Institut National de l’Audiovisuel, « Interview de Gene Kelly et Claude Bessy », sur Ina.fr, 1959 (consulté le 10 avril 2019)

#### Documentaires
- Anatomy of a dancer, de Robert Trachtenberg, PBS, 2002
- Gene Kelly, vivre et danser, de Bertrand Tessier, France 5, 2016 [présentation en ligne].

#### Bases de données et dictionnaires
- Ressources relatives à l'audiovisuel :   - AllMovie
  - Allociné
  - American Film Institute
  - Ciné-Ressources
  - Filmportal
  - Filmweb.pl
  - IMDb
  - Rotten Tomatoes
  - Unifrance
- Ressources relatives à la musique :   - AllMusic
  - Billboard
  - Discography of American Historical Recordings
  - Discogs
  - Grove Music Online
  - MusicBrainz
  - Muziekweb
  - Rate Your Music
- Ressources relatives au spectacle :   - Archives suisses des arts de la scène
  - Les Archives du spectacle
  - Internet Broadway Database
- Ressource relative à plusieurs domaines :   - Radio France
- Ressource relative à la bande dessinée :   - Comic Vine
- Notices dans des dictionnaires ou encyclopédies généralistes :   - American National Biography
  - Britannica
  - Brockhaus
  - Den Store Danske Encyklopædi
  - Deutsche Biographie
  - Enciclopedia De Agostini
  - Gran Enciclopèdia Catalana
  - Hrvatska Enciklopedija
  - Internetowa encyklopedia PWN
  - Nationalencyklopedin
  - Munzinger
  - Proleksis enciklopedija
  - Store norske leksikon
  - Treccani
  - Universalis
  - Visuotinė lietuvių enciklopedija
- Notices d'autorité :   - VIAF
  - ISNI
  - BnF (données)
  - IdRef
  - LCCN
  - GND
  - Italie
  - Japon
  - Espagne
  - Belgique
  - Pays-Bas
  - Pologne
  - Israël
  - NUKAT
  - Catalogne
  - Australie
  - Norvège
  - Tchéquie